# Choucas de Daourie
Coloeus dauuricus
Espèce
Synonymes
- Corvus dauuricus

Statut de conservation UICN

 LC  : Préoccupation mineure
Le Choucas de Daourie (Coloeus dauuricus) ou choucas à collier, est une espèce d'oiseaux de la famille des Corvidae.

## Répartition

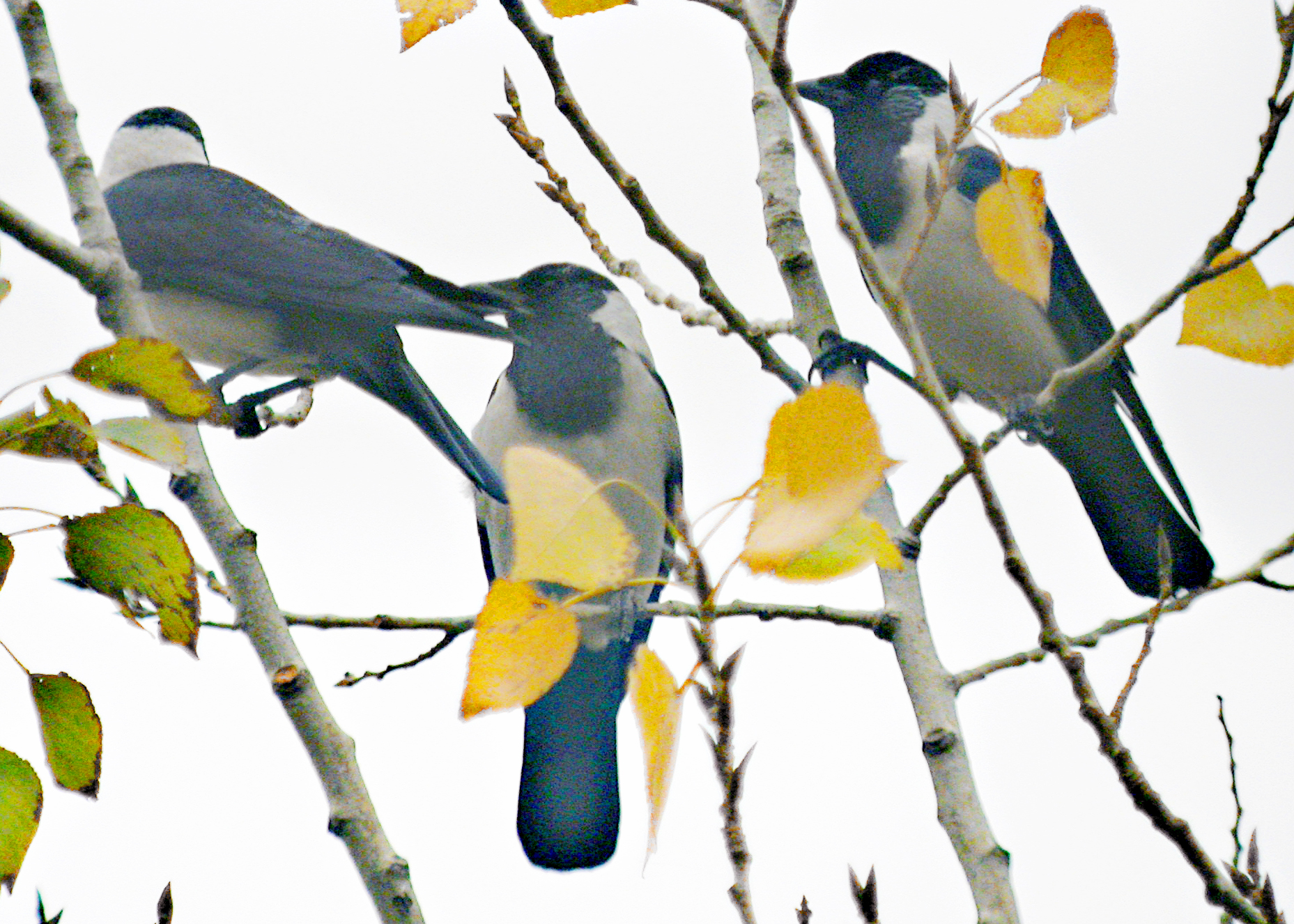
Choucas de Daourie.

Cet oiseau vit en Manchourie, en Mongolie et le centre/nord-est de la Chine, où il hiverne à travers l'est du pays, ainsi que le sud-ouest du Japon, à Jeju et la péninsule coréenne.

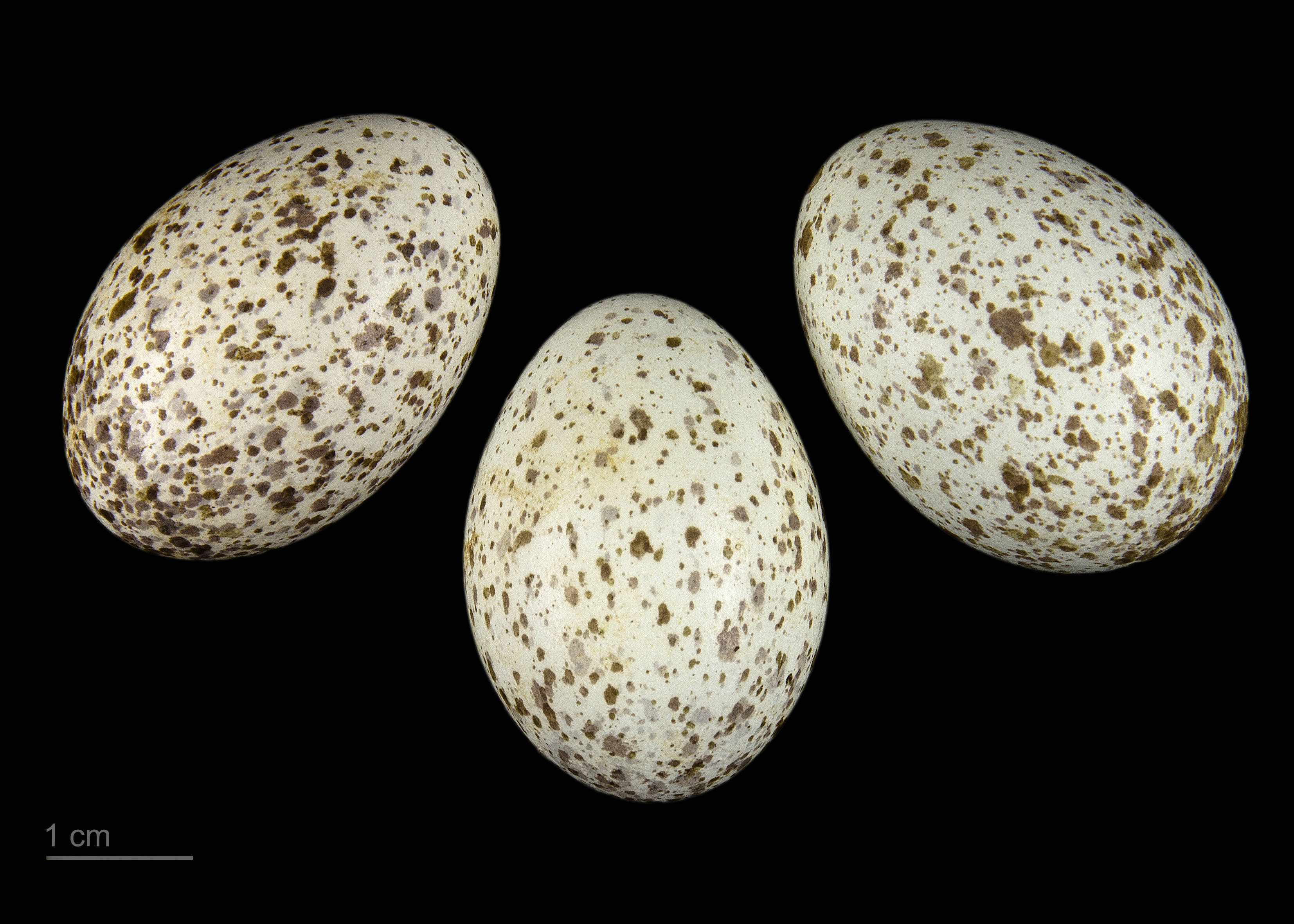
Œuf de Coloeus dauuricus - Muséum de Toulouse